# Río Yaque del Sur
Río Yaque del Sur är ett vattendrag i Dominikanska republiken. Det ligger i den sydvästra delen av landet, 120 km väster om huvudstaden Santo Domingo.